# 圣埃米利永庭院站
聖埃米利永庭院站（法語：Cour Saint-Émilion）是巴黎地鐵的一個車站。聖埃米利永庭院站開通於1998年，是巴黎地鐵14號線的車站。車站名稱取自於法國葡萄酒聖埃米利翁，這是因為聖埃米利永庭院站所在地曾是一個用來搬運葡萄酒的車站。

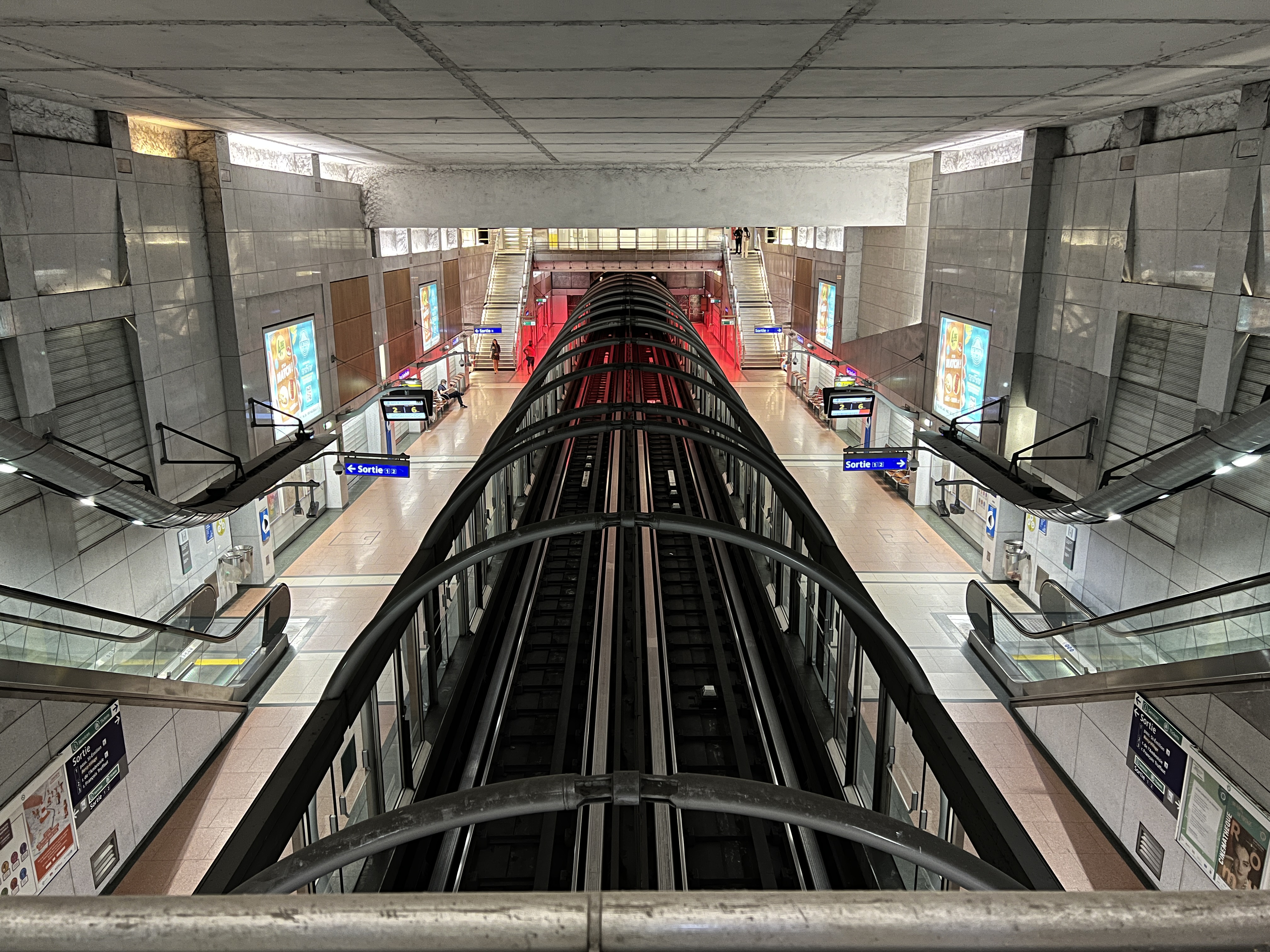
月台（2022年7月）

## 車站結構
| G  | 地面層                           | 出入口                                |
| B1 | 夾層                             | 往出入口                              |
| B2 | 設有月台幕門的側式月台，右側開門 | 設有月台幕門的側式月台，右側開門      |
| B2 | 北行                             | 往聖旺市政府（貝爾西）                |
| B2 | 南行                             | 往奧林匹亞德（弗朗索瓦·密特朗圖書館） |
| B2 | 設有月台幕門的側式月台，右側開門 |                                       |